# (116729) 2004 DR22
(116729) 2004 DR22 es un asteroide perteneciente al cinturón de asteroides, región del sistema solar que se encuentra entre las órbitas de Marte y Júpiter.
Fue descubierto el 18 de febrero de 2004 por el equipo del LINEAR desde el Laboratorio Lincoln, Socorro, Nuevo Mexico.

## Designación y nombre
Designado provisionalmente como 2004 DR22.

## Características orbitales
(116729) 2004 DR22 está situado a una distancia media del Sol de 3,054 ua, pudiendo alejarse hasta 3,292 ua y acercarse hasta 2,816 ua. Su excentricidad es 0,078 y la inclinación orbital 9,038 grados. Emplea 1949,52 días en completar una órbita alrededor del Sol.
Los próximos acercamientos a la órbita de Júpiter ocurrirán el 19 de junio de 2033, el 25 de octubre de 2091 y el 6 de julio de 2140.

## Características físicas
La magnitud absoluta de (116729) 2004 DR22 es 15,18. 